# ラバカ郡 (テキサス州)
ラバカ郡（ラバカぐん、英: Lavaca County）は、アメリカ合衆国テキサス州の南東部に位置する郡である。2010年国勢調査での人口は19,263人であり、2000年の19,210人から0.3%増加した。郡庁所在地はハレッツビル市（人口2,550人）であり、同郡で人口最大の都市はヨーカム市（人口5,815人）である。郡名はラバカ川に因んで名付けられた。

## 地理
アメリカ合衆国国勢調査局に拠れば、郡域全面積は970平方マイル (2,512.3 km2)であり、このうち陸地969平方マイル (2,509.7 km2)、水域は1平方マイル (2.6 km2)で水域率は0.05%である。

### 主要高規格道路
- アメリカ国道77号線
- アメリカ国道90号線代替路
- テキサス州道95号線
- テキサス州道111号線

### 隣接する郡
- ファイエット郡 - 北
- コロラド郡 - 北東
- ジャクソン郡 - 南東
- ビクトリア郡 - 南
- デウィット郡 - 南西
- ゴンザレス郡 - 北西

## 人口動態
以下は2000年の国勢調査による人口統計データである。
| 基礎データ - 人口: 19,210人 - 世帯数: 7,669 世帯 - 家族数: 5,391 家族 - 人口密度: 8人/km2（20人/mi2） - 住居数: 9,657軒 - 住居密度: 6軒/km2（14軒/mi2） 人種別人口構成 - 白人: 86.86% - アフリカン・アメリカン: 6.79% - ネイティブ・アメリカン: 0.19% - アジア人: 0.16% - 太平洋諸島系: 0.02% - その他の人種: 4.84% - 混血: 1.14% - ヒスパニック・ラテン系: 11.36% 先祖による人口構成 - チェコ系：27.0% - ドイツ系：24.1% - アメリカ人：9.1% - アイルランド系：5.1% 言語による人口構成 - 英語：86.3% - スペイン語：7.7% - チェコ語：4.6% - ドイツ語：1.2% 年齢別人口構成 - 18歳未満: 24.2% - 18-24歳: 6.9% - 25-44歳: 23.5% - 45-64歳: 23.6% - 65歳以上: 21.8% - 年齢の中央値: 42歳 - 性比（女性100人あたり男性の人口） - 総人口: 93.1 - 18歳以上: 88.5 | 世帯と家族（対世帯数） - 18歳未満の子供がいる: 30.0% - 結婚・同居している夫婦: 57.7% - 未婚・離婚・死別女性が世帯主: 9.3% - 非家族世帯: 29.7% - 単身世帯: 27.6% - 65歳以上の老人1人暮らし: 16.6% - 平均構成人数 - 世帯: 2.44人 - 家族: 2.98人 収入と家計 - 収入の中央値 - 世帯: 29,132米ドル - 家族: 36,760米ドル - 性別 - 男性: 26,988米ドル - 女性: 17,537米ドル - 人口1人あたり収入: 16,398米ドル - 貧困線以下 - 対人口: 13.2% - 対家族数: 10.2% - 18歳未満: 15.2% - 65歳以上: 18.4% |

## 都市と町、独立教育学区
- ハレッツビル - 郡庁所在地
  - ハレッツビル独立教育学区
- ムールトン
  - ムールトン独立教育学区
- シャイナー
  - シャイナー独立教育学区
- スウィートホーム、未編入の町
  - スウィートホーム独立教育学区
- バイゼーラド独立教育学区
- ヨーカム
  - ヨーカム独立教育学区